# Vladimiras Prudnikovas
Vladimiras Prudnikovas, biał. Уладзімер Пруднікаў, trb. Uładzimier Prudnikau (ur. 10 kwietnia 1949 w Wilnie) – litewski śpiewak (bas), wykładowca akademicki i polityk pochodzenia białoruskiego, poseł na Sejm Republiki Litewskiej (2004) oraz minister kultury (2004–2006).

## Życiorys
W dzieciństwie śpiewał w chórze chłopięcym Ąžuoliukas. W 1979 ukończył Litewską Akademię Muzyczną, po czym podjął pracę w Litewskim Narodowym Teatrze Opery i Baletu jako wykładowca. W 1992 stanął na czele katedry śpiewu LAM, a rok później uzyskał profesurę.
W 2004 zgłosił akces do Partii Pracy. Wybrano go na przewodniczącego Komisji Kultury tego ugrupowania. W październiku 2004 uzyskał mandat posła na Sejm z listy państwowej DP, z którego jednak zrezygnował w grudniu tegoż roku po tym, jak uzyskał nominację na ministra kultury Republiki Litewskiej w rządzie Algirdasa Brazauskasa.
W 2006 prezydent Valdas Adamkus zażądał jego dymisji, zarzucając ministrom z Partii Pracy sprzeniewierzenie publicznych pieniędzy, doprowadziło to do rozpadu centrolewicowej koalicji rządzącej.
Stanął na czele konkursu śpiewaczego "Dainų dainelės". Żonaty z Nijolė Ralytė (pianistką i docentem w Litewskiej Akademii Muzycznej), ma córkę Ievę.